# Dan Grissom

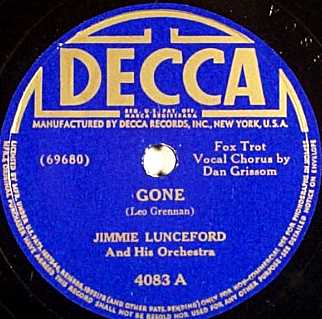
78er von Jimmie Lunceford
mit Vokalist Dan Grissom:
„Gone“ / „Impromptu“ vom 26. August 1941

Dan Grissom (* um 1910; † im März 1963 in Los Angeles) war ein US-amerikanischer Rhythm-and-Blues- und Jazzsänger, Klarinettist und Saxophonist.

## Leben und Wirken
Grissom bleibt vor allem als Bandsänger des Jimmie Lunceford Orchesters in Erinnerung. Als um 1933 bei den Auftritten der Swingbands Mikrophone gebräuchlich wurden, war es auch Sängern wie Grissom, Pha Terrell oder dem Claude-Hopkins-Bandsänger Orlando Roberson möglich, stimmlich den Klangkörper der Band zu überstimmen. Das Kennzeichen von Grissoms Gesang, der auch Saxophon spielte, war ein leiser Stil, der beschrieben wurde als „näselnder Ton mit starkem Vibrato.“ Auch sein Onkel Jimmy Grissom sang in der Lunceford-Band, zu der Dan Grissom 1936 stieß und der bis in die 1940er Jahre angehörte.
Mit Songs wie (This Is) My Last Affair (1937) oder dem Blues I'm Gonna Move to the Outskirts of Town (1941) hatte Grissom mit dem Lunceford-Orchester eine Reihe von Hits in den Billboard-Charts. Sein bevorzugter Song war das Sy Oliver Arrangement von By the River Sainte Marie. Mitte der 1940er Jahre nahm Grissom unter eigenem Namen den Song Poor Butterfly auf, bei dem er von dem Trio des Pianisten Lorenzo Flennoy begleitet wurde. 1946/48 nahm er vier Songs für das Label Jewel auf (You Don't Know What Love Is / Dinah) 1948 entstand für Savoy die 78er Like A Ship At Sea / Can't Sleep.
1955 hatte er ein Charts-Erfolg als Dan Grissom & the Ebb Tones mit Recess in Heaven, eine weitere Single erschien auf dem Label Imperial (King of Fools).
In den 1950er Jahren gehörte Grissom zeitweilig dem Duke Ellington Orchestra an und nahm mit der Band eine Version von Duke Ellingtons Song Love (My Everything) auf, der auch unter dem Titel My Heart, My Mind, My Everything bekannt war. Grissom starb im März 1963 in einem Krankenhaus in Los Angeles.

## Würdigung
Der Sänger Johnny Mathis war stark von dem frühen Crooner Dan Grissom beeinflusst. Bei den Jazzfans genoss der Vokalist jedoch wenig Ansehen; schon in seiner Lunceford-Periode bekam er den Spitznamen „Dan Gruesome“. Der Jazzhistoriker Will Friedwald schrieb hierzu, dass Lunceford und Oliver sich „vom frenetischen Schwung“ der Lunceford-Sänger Ende der 1930er Jahre abwandten; sie brachten „stattdessen einen verschwenderisch ruhigen Wohlklang zutage (…). Bevor Perry Como ein paar Jahre später damit begann, für Victor zu arbeiten, konnte man nichts Weicheres hören. Lunceford und sein Hauptarrangeur Sy Oliver lagen nur falsch, wenn sie Dan Grissom Balladen solistisch singen ließen.“

## Diskographische Hinweise
- Jimmy Lunceford 1937–1939, 1939 (Classics)